# Factoide

El término factoide significaba originalmente un «hecho» completamente falso, e inventado para crear o prolongar la exposición pública o para manipular la opinión pública. Fue acuñado por Norman Mailer en su biografía de 1973 de Marilyn Monroe. El propio Mailer describía un factoide como «hechos que no existían antes de aparecer en una revista o diario». Mailer creó el término combinando «facto» (del latín factum, «hecho») con «-oide» que significa "parecido a, pero no igual". El Washington Times definió el neologismo como "algo que parece un hecho, podría ser un hecho, pero en realidad no es un hecho". Se genera por medio de prejuicios cognitivos y da lugar a leyendas urbanas.

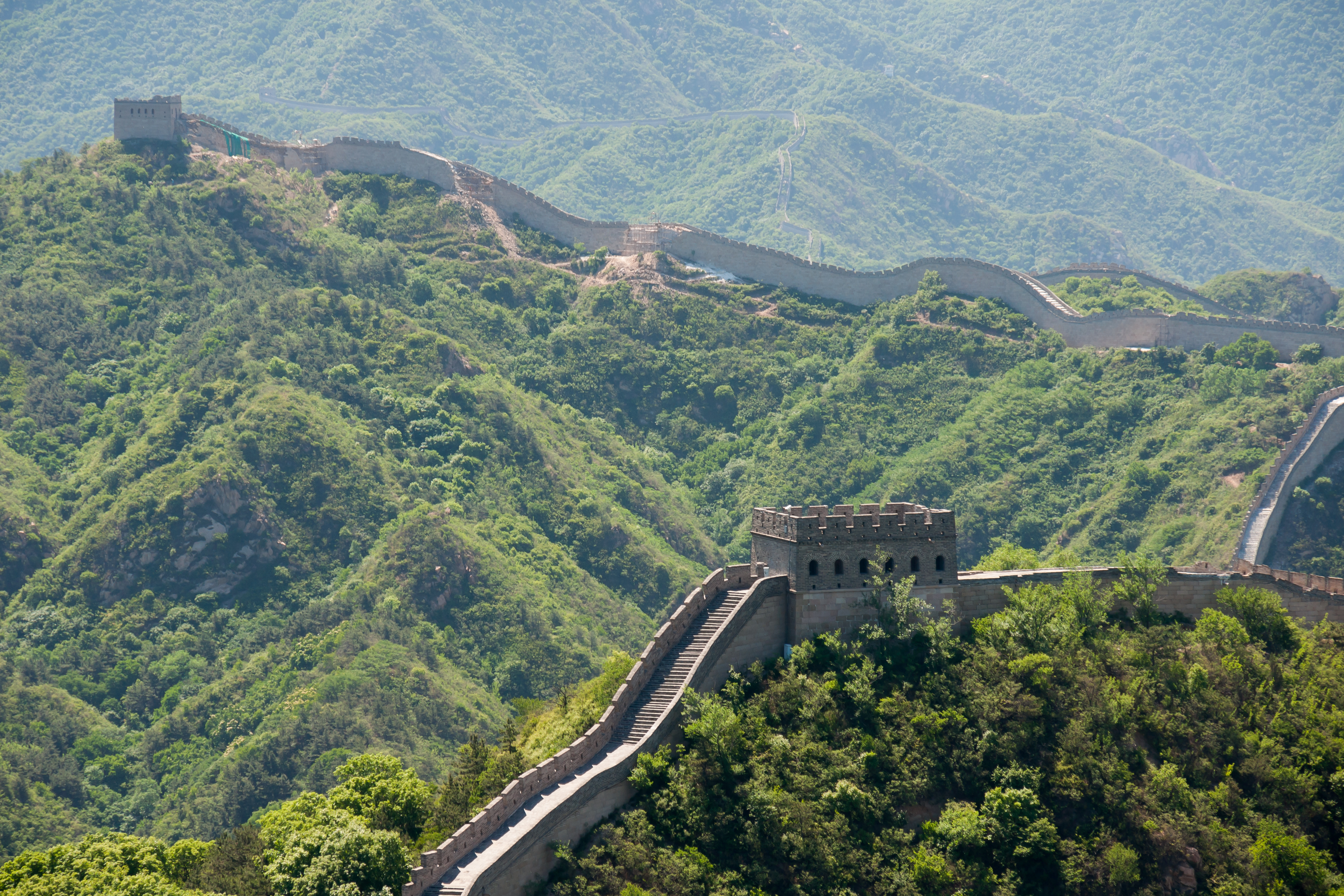
A menudo se dice incorrectamente que la Gran Muralla China es visible desde el espacio a simple vista.

Se trata de una mentira mezclada con verdades, una "media verdad" o incluso un "hecho" veraz porque está provisto de cierto fundamento verdadero, aunque es dudoso, no verificado, incorrecto o directamente "fabricado" para parecer un hecho: por ejemplo, la afirmación de que "la Gran muralla china es la única obra del hombre que puede contemplarse desde la luna" o la periodística declaración de la "maldición de los 27 años" que afecta a numerosos artistas de rock y les hace morir a esa edad (Jim Morrison, Janis Joplin, Amy Winehouse...). La palabra también se puede utilizar para describir un hecho insignificante en particular ausente de contexto muy relevante para su interpretación correcta, y en Retórica es un tipo de desinformación. El Diccionario de Inglés de Oxford lo define como "un elemento de información confiable, repetido tan a menudo, que se acepta como un hecho". 
Actualmente el término se usa en inglés también para aludir a una pequeña porción de información cierta, pero sin valor o irrelevante. Esta definición fue popularizada por el canal de televisión CNN Headline News que, durante los años 1980 y 1990, lo usó con frecuencia para incluir una información de este tipo bajo el titular «factoide» durante las noticias. Por ejemplo: «Si la historia completa de la tierra durase sólo dos días, la historia del hombre ocuparía sólo dos segundos, los últimos».
El calificar un hecho de factoide implica que la afirmación en cuestión podría no ser correcta. Si se crean y difunden factoides por prensa, televisión y otros medios es porque es rentable (sirve para vender periódicos, libros, publicidad). De esa manera nacen muchos bulos y leyendas urbanas.